# 산드로 피노글리오
산드로 피노글리오 에스페란사(스페인어: Sandro Finoglio Esperanza, 1973년 1월 13일~)는 베네수엘라의 남자 모델 및 배우이다. 1997년에 미스터 베네수엘라에 선정되었으며, 1998년에는 미스터 월드에서 우승을 했다.